# 沙堤乡
沙堤乡，是中华人民共和国湖南省张家界市永定区下辖的一个乡镇级行政单位。

## 行政区划
沙堤乡下辖以下地区：
贯坪村、沙田村、郝坪村、包公山村、水洋池村、板坪村、朝阳村、两岔村、龚家老村、八门溪村、吴家边村、高桥村、朱家峪村和氽水溪村。